# Касаткин, Борис Семёнович
Бори́с Семёнович Каса́ткин (1923—2006) — советский и российский учёный-медик, кандидат медицинских наук.
Автор более 60 научных работ по различным разделам судебной медицины.

## Биография
Родился 4 апреля 1923 года в Харькове в семье военнослужащего.
В 1941 года окончил среднюю школу. С началом Великой Отечественной войны добровольно вступил в народное ополчение города Москвы и 6 ноября 1941 года был зачислен в ряды РККА. В 1942 году отправлен на фронт. Участвовал в обороне Москвы, воевал на Калининском и Воронежском фронтах. В 1943 году поступил в Пензенское училище противотанковой артиллерии (позже стало Пензенским артиллерийским инженерным институтом), окончив которое в 1944 году, снова был направлен на фронт на 1-й Украинский фронт в качестве командира огневого взвода истребительного противотанкового артиллерийского полка в батарее орудий 45-го калибра («Прощай Родина»). После тяжёлого ранения при штурме польского города Явожно, с января 1945 года находился на лечении в госпитале. После излечения служил в войсках МВД 2-го Белорусского фронта.
В 1946 году по состоянию здоровья Касаткин был демобилизован и поступил в 1-й Московский медицинский институт им. И. М. Сеченова, а затем продолжил обучение в аспирантуру этого же вуза при кафедре судебной медицины. В 1955 году защитил кандидатскую диссертацию на тему «Материалы к вопросу о судебно-медицинской экспертизе трупов плодов и новорожденных» и в этом же году был принят на должность ассистента кафедры судебной медицины Молотовского медицинского института (ныне Пермский государственный медицинский университет). В 1958 году был избран на должность заведующего, которую занимал до 1993 года. Основные направления научной деятельности учёного-медика: диагностика утопления, различные виды травматизма. Под руководством Б. С. Касаткина были выполнены 4 кандидатских диссертации.
Наряду с научно-преподавательской деятельностью занимался и общественной. В течение многих лет являлся председателем Пермского отделения научного общества судебных медиков, избирался в состав Правления Всесоюзного и Всероссийского научных обществ судебных медиков, был постоянным научным консультантом и сотрудником отдела сложных экспертиз Пермского областного бюро судебно-медицинской экспертизы.
Вышел на пенсию в ноябре 1994 года, проживал в Перми.
Умер 23 февраля 2006 года в Перми. Был похоронен на Северном кладбище города (сектор 31/1).

## Награды
- Награждён орденами Красного Знамени, Красной Звезды (четырежды) и Отечественной войны 1-й степени, а также многими медалями, в числе которых «За освобождение Москвы», «За освобождение Варшавы», «За победу над Германией».
- Был удостоен знака «Отличник здравоохранения» и многочисленных благодарностей Минздрава РСФСР.